# Vibrafoon
Een vibrafoon is een muziekinstrument in de categorie slagwerk. Het lijkt op een xylofoon en marimba (ook idiofonen), maar waar bij deze instrumenten op houten toetsen wordt geslagen om geluid voort te brengen, gebeurt dat bij de vibrafoon op metalen toetsen. Om het geluid op elk gewenst tijdstip te dempen, bevindt zich onder de toetsen een dempbalk. Door het pedaal van de vibrafoon met de voet in te drukken komt de dempbalk los van de toetsen waardoor de duur van toon verlengd wordt. 
Onder de toetsen van de vibrafoon zijn resonantiebuizen gemonteerd. Boven in de opening van deze buizen zit een plaatje dat met een motortje aan het draaien kan worden gebracht, waardoor een vibrato (trillend geluid) ontstaat. Hieraan dankt de vibrafoon zijn naam. De resonantiebuis is aan de onderkant dicht.
Wanneer met een daarvoor bestemde mallet op een optimaal gestemde vibrafoontoets wordt geslagen, produceert deze een aantal boventonen:  de grondtoon, een dubbeloctaaf, en een tripeloctaaf met grote terts. In tegenstelling tot bij een fluit of snaarinstrument zijn de boventonen bij een vibrafoon niet uit zichzelf harmonisch. Ze moeten daar met veel moeite in gebracht worden door de toets aan de onderzijde op precies de juiste wijze uit te hollen.
Het aantal mallets waarmee wordt gespeeld varieert. Sommige vibrafonisten spelen met twee mallets, in iedere hand een. Maar veelal worden twee mallets per hand gebruikt. Hiermee is het dan ook mogelijk om akkoorden te spelen.
De vibrafoon wordt het meest gebruikt in de jazz en in latin, maar het instrument wordt ook in harmonie-orkesten en in modernere klassieke muziek gebruikt.

## Bekende vibrafonisten
- Mulatu Astatke
- Roy Ayers
- Gary Burton
- Lionel Hampton
- Stefon Harris
- Bobby Hutcherson
- Milt Jackson
- Frits Landesbergen
- Mike Mainieri
- Pierre Moerlen
- Red Norvo
- Reg Kehoe and his Marimba Queens
- Carl Schulze
- Cal Tjader

## Fotogalerij

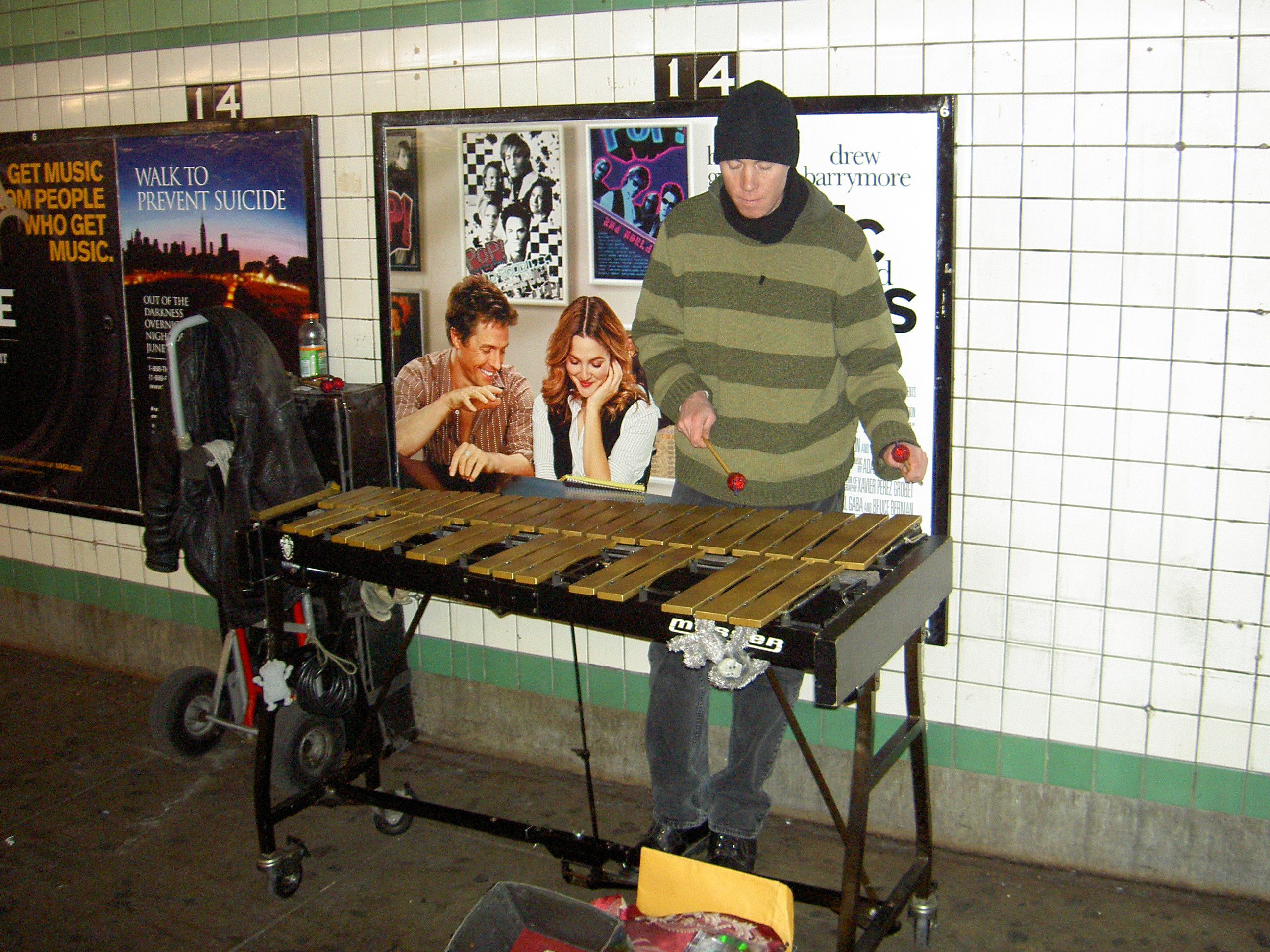
Vibrafoonspeler
- Reg Kehoe and his Marimba Queens
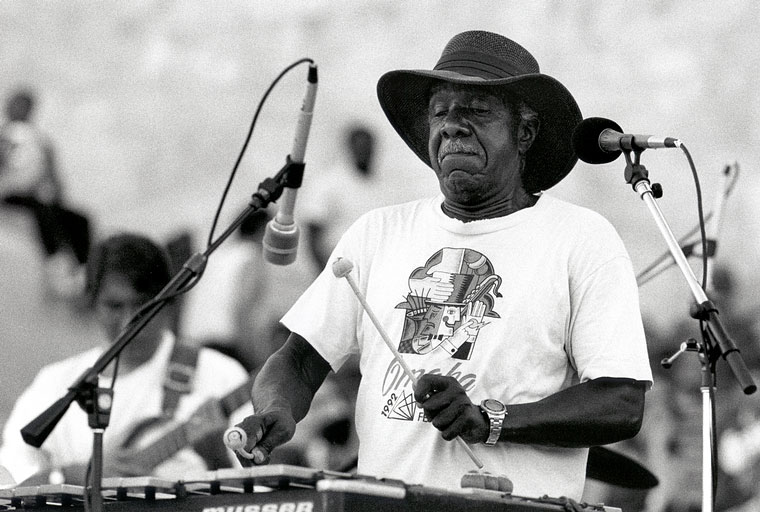
Lewis Luigi Waites bespeelt een vibrafoon.